# 大沢崩れ

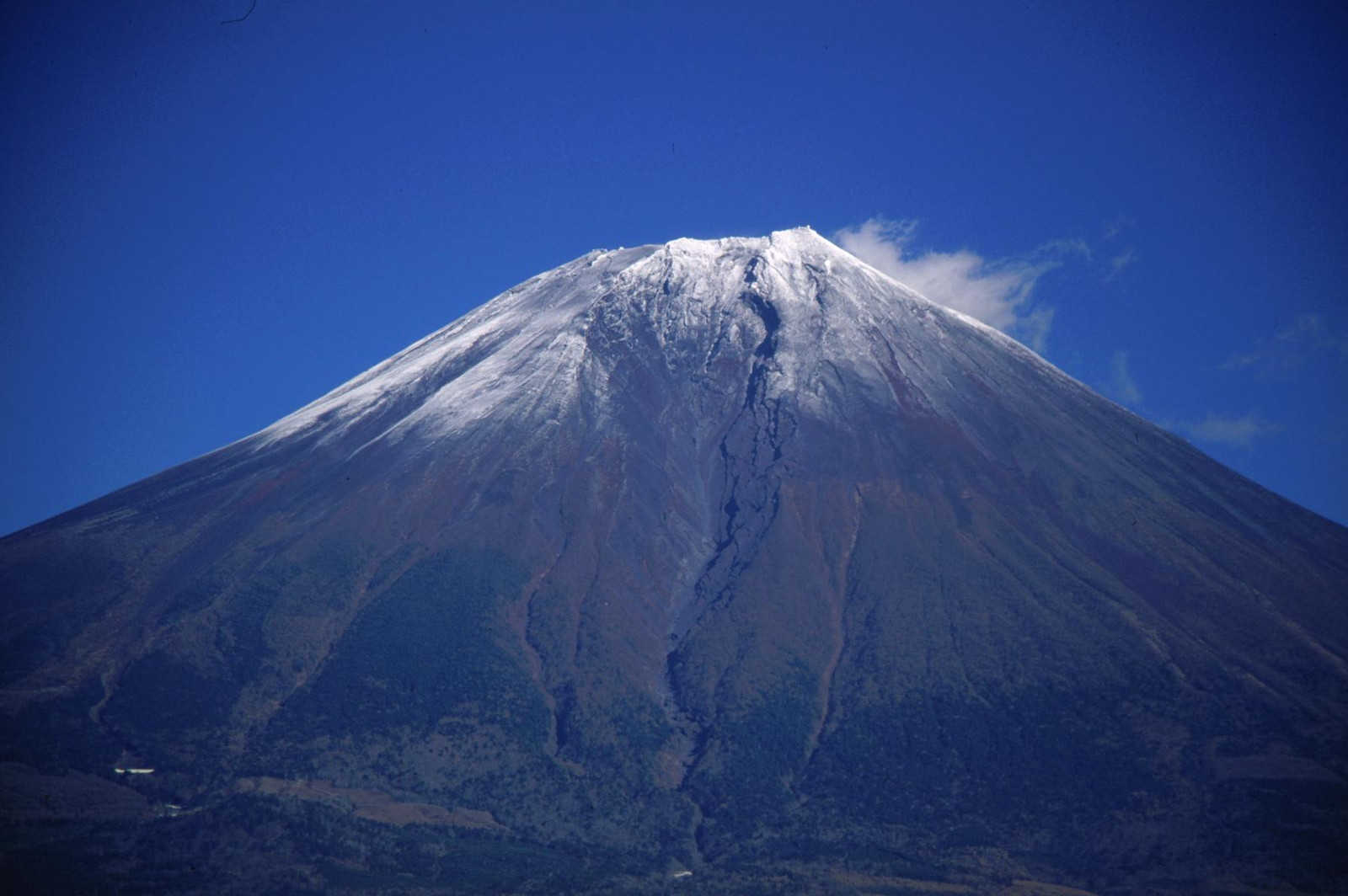
山体中央の割れ目が大沢崩れ

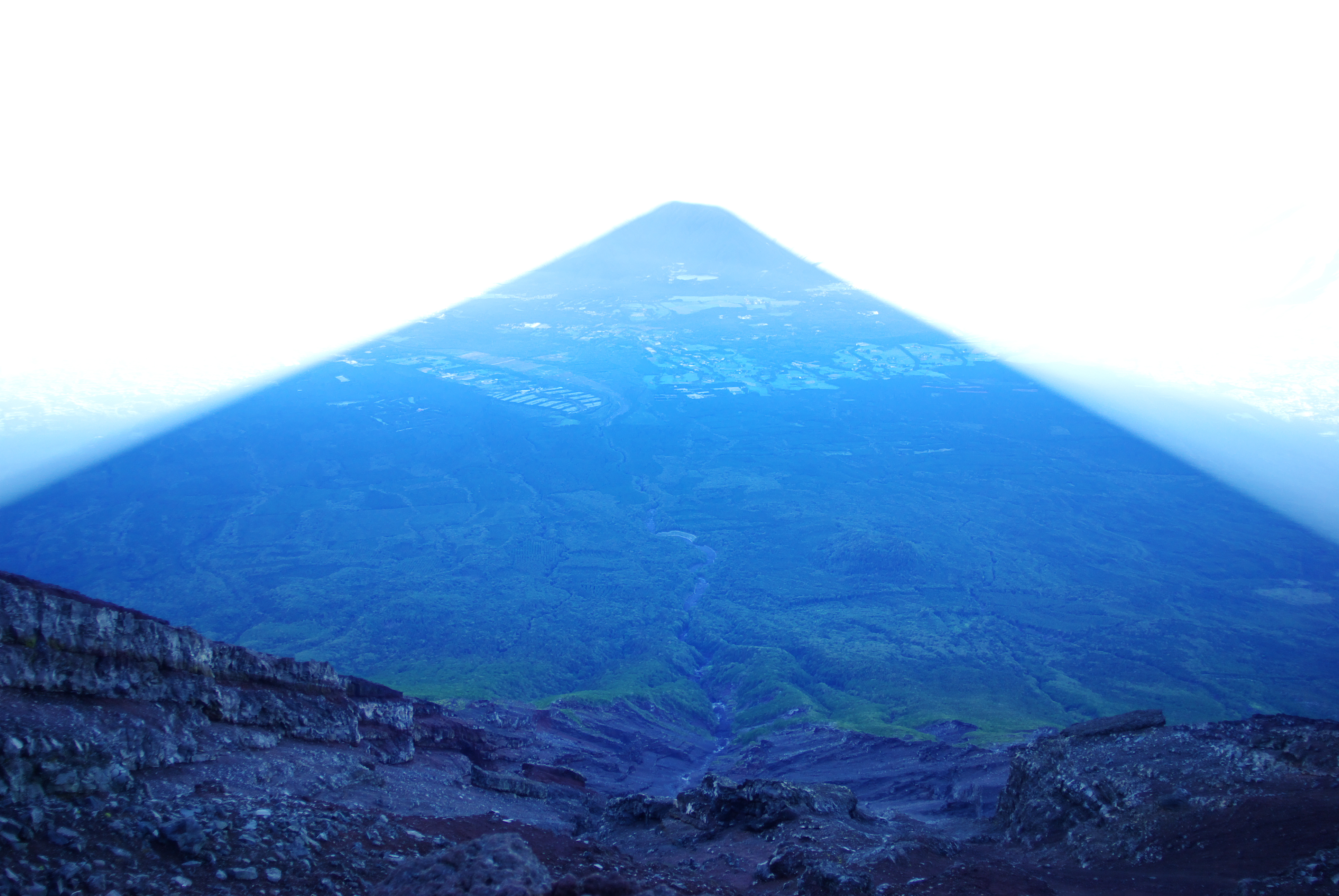
富士山山頂からみた影富士の中の大沢崩れ

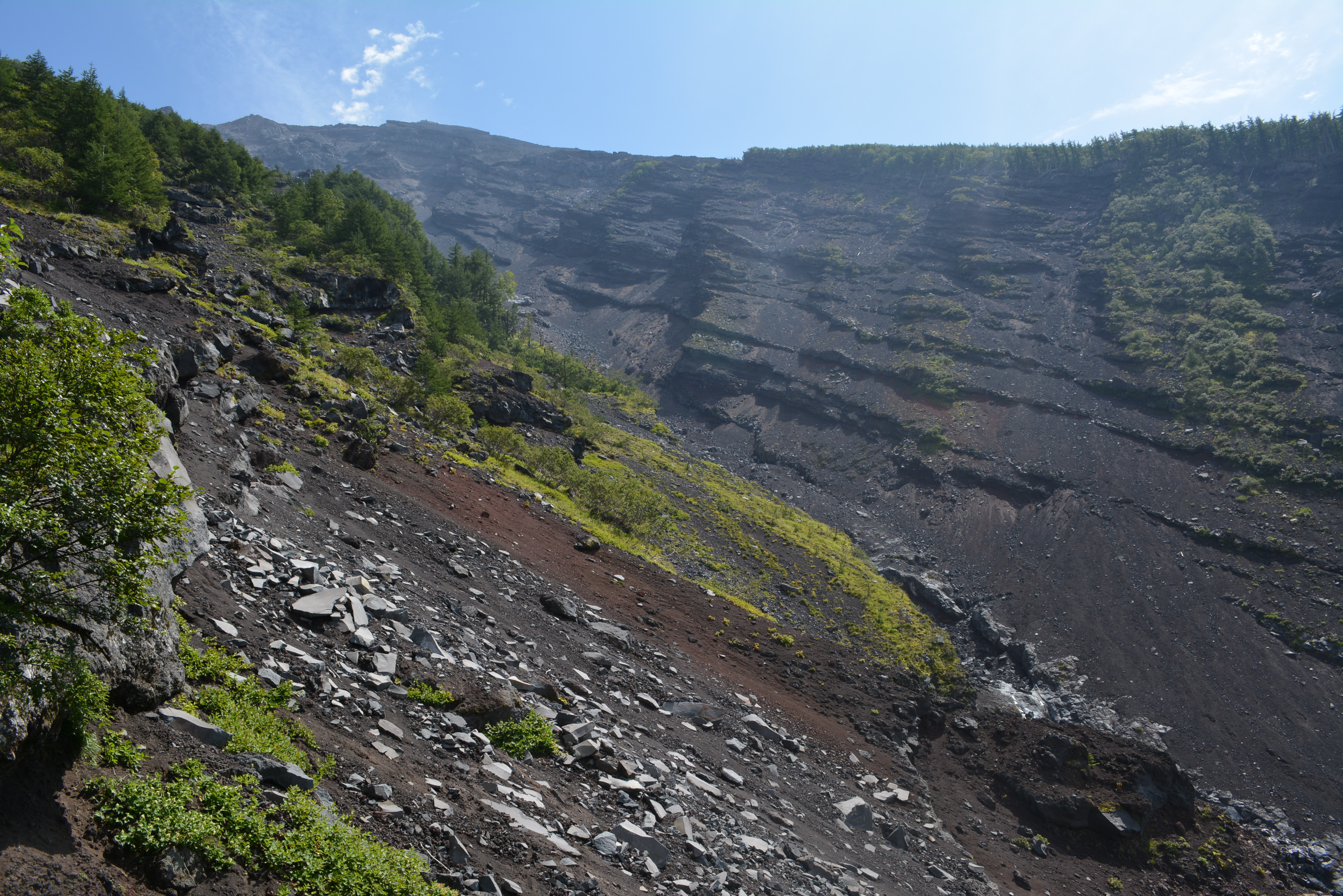
大沢休泊所付近から望む大沢崩れ

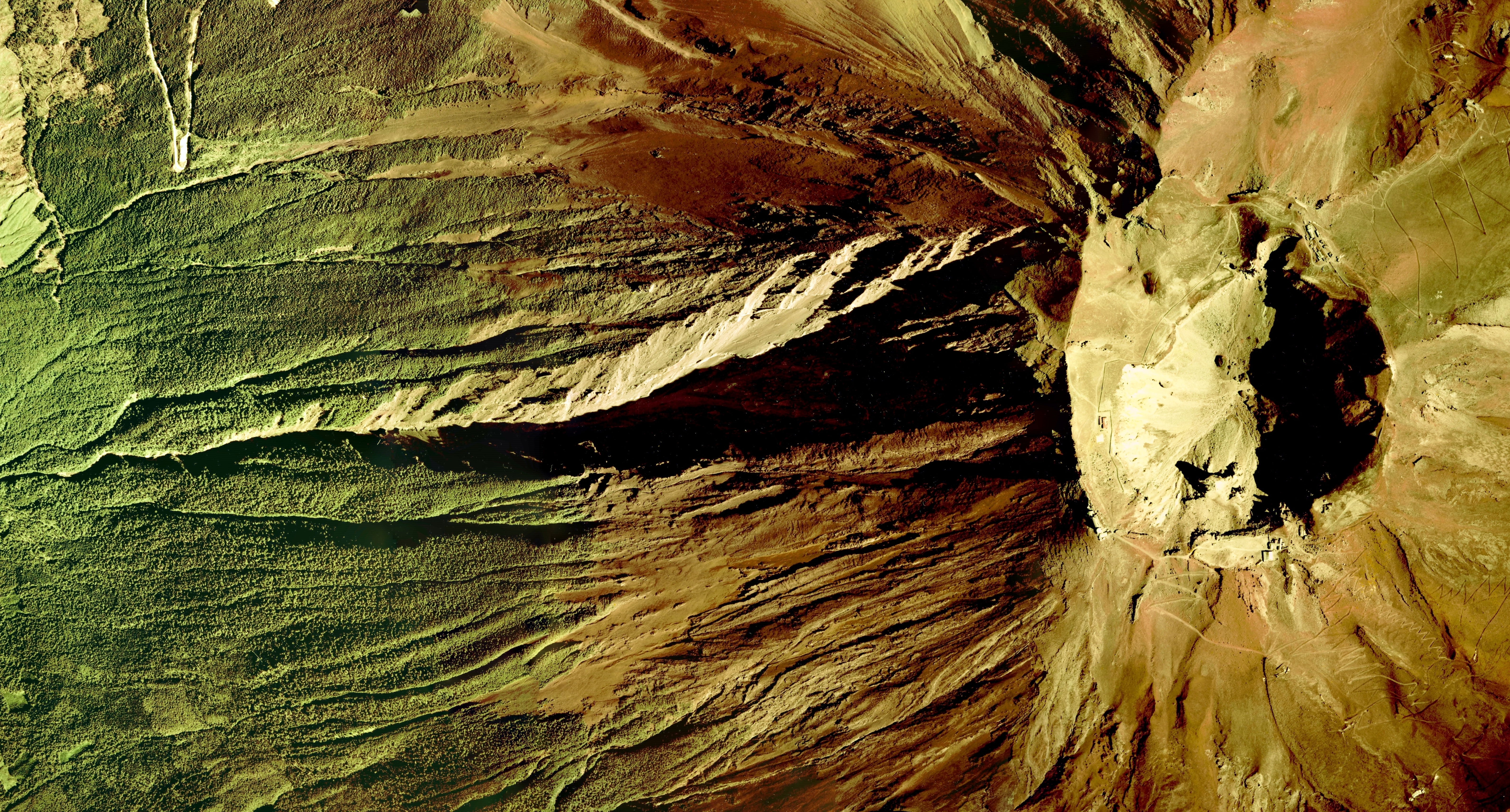
大沢崩れの空中写真。（1975年撮影の5枚より合成作成）。

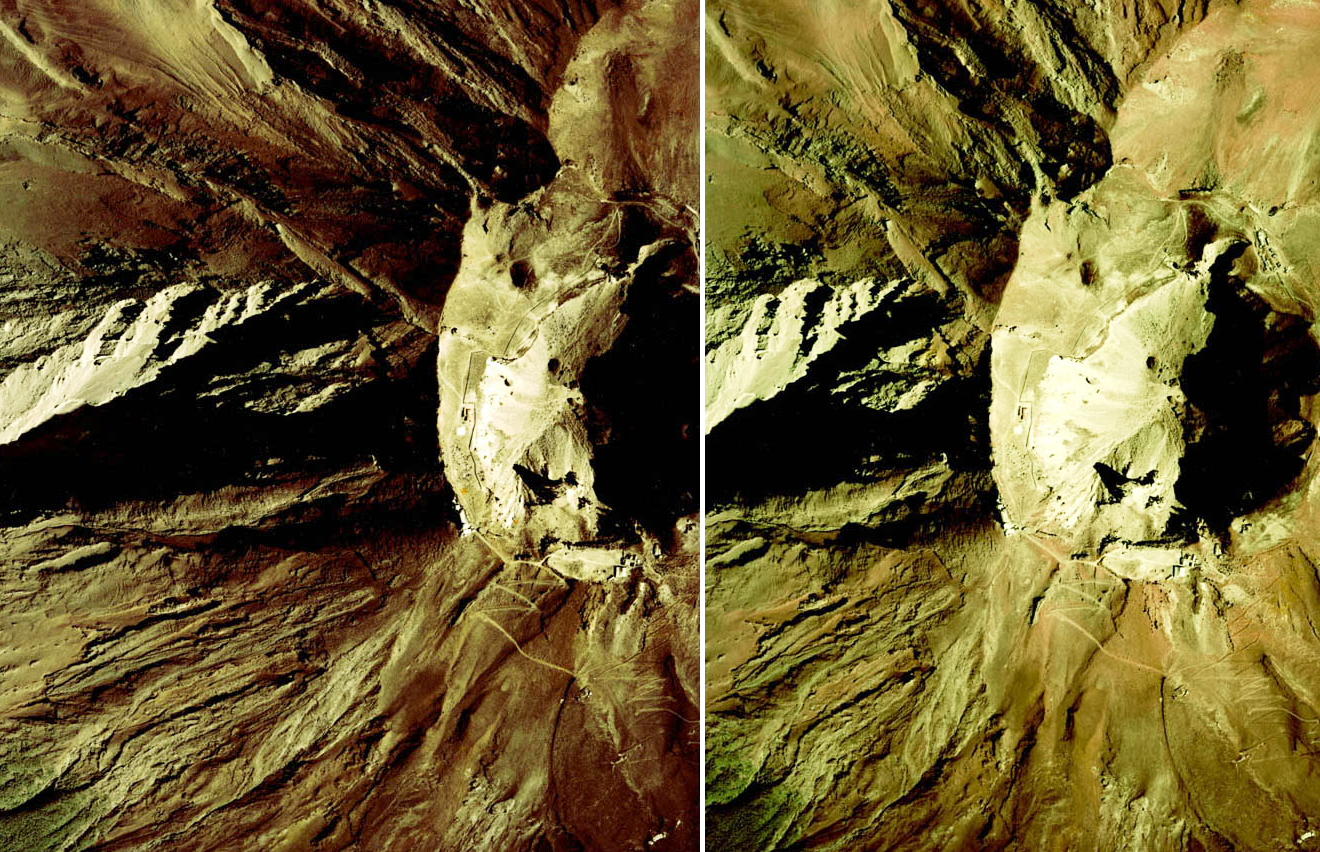
富士山火口と大沢崩れのステレオ写真（1975年）。写真上方が北。

大沢崩れ（おおさわくずれ）とは、富士山の山体の真西面側にある大沢川の大規模な侵食谷のこと。最大幅500m、深さ150m、頂上の火口直下から標高2,200m付近まで達する。大沢川は大沢川大橋付近より潤井川と名称変更し、海まで通じている。

## 概要
大沢崩れは現在も進行しており、落岩の音が絶えない。崩壊が更なる崩壊を呼ぶため、崩壊地は拡大する一方である。大沢崩れの形成の年代は明らかではないが、堆積している古い土石流の中に埋もれていた木片を年代測定した結果、約1,000年前に大規模な土砂移動があったと推定された。現在では1日あたり10トン積みの大型ダンプカー28台分に相当する275tほどの崩壊量がある。大沢崩れ下方には土石流などの崩壊物が堆積し扇状地となっており、防災のための砂防工事が進められている。
富士山には800以上もの放射谷・侵食谷が発達しているといわれるが（放射谷が集まってより大規模な侵食谷になる）、そのなかで大沢崩れが特に崩壊規模が大きいのは、大沢崩れのある西面がもっとも傾斜が急であるからとされる。なお、このような侵食谷の発達は別に異常のものではなく、現在の富士山の地形は地形の輪廻からすると幼年期であり、やがては風雪などによって侵食が進み、開析された山体となっていく運命にある。

## 登山道
富士スバルライン（山梨県側）奥庭駐車場（御庭バス停） → 御庭（ここから御中道） → 滑沢（放射谷の一つ） → 仏石流し（以下同様） → 一番沢 → 二番沢 → 前沢 → 大沢休泊所・大沢崩れ見晴台。なお、御庭へは御中道として富士スバルライン五合目からも行くことができたが、2016年以降は土砂崩れで一部区間が通行止めで、復旧の目処が立たない。
所要時間
- 奥庭駐車場から行き1時間50分、帰り1時間45分
- 富士スバルライン五合目から行き2時間20分、帰り2時間25分

なお、富士山スカイライン（静岡県）側からの御中道は、1977年に死亡事故が発生し、以降は廃道(全面通行止め)になり、荒れるに任せている。